# Medizinische Mikrobiologie
Die Medizinische Mikrobiologie ist ein Zweig der Mikrobiologie und befasst sich mit den krankheitserregenden (pathogenen) Mikroorganismen (Bakterien, Pilze, Protozoen).

## Unterteilungen
Man unterscheidet die Humanmedizinische Mikrobiologie (Krankheitserreger des Menschen) und die Veterinärmedizinische Mikrobiologie (Krankheitserreger der Tiere). Außerdem kann nach der taxonomischen Gruppe der Krankheitserreger unterschieden werden: Medizinische Bakteriologie, Medizinische Virologie, Medizinische Mykologie (Pilze), Medizinische Parasitologie.
Im Vordergrund steht die Erforschung der Struktur und Physiologie der Krankheitserreger (Pathogene), der Wechselbeziehungen zwischen den Pathogenen und ihren Wirten, die Erfassung und der Nachweis der Pathogene (Diagnose) sowie die Therapie und die Prävention der durch Mikroorganismen verursachten Krankheiten.
Da eine Infektion des Wirts mit den Krankheitserregern Voraussetzung für die Manifestation der betreffenden Krankheit ist, spricht man von Infektionskrankheiten.

## Ausbildung

### Facharzt für Mikrobiologie, Virologie und Infektionsepidemiologie
Nach einem absolvierten Medizinstudium besteht in Deutschland die Möglichkeit, die Weiterbildung zum Facharzt für Mikrobiologie, Virologie und Infektionsepidemiologie (frühere Facharztbezeichnung: Facharzt für Mikrobiologie und Infektionsepidemiologie) zu absolvieren. 

### Zertifikate für Biologen
Seit 2007 gibt es für Biologen die Möglichkeit, ein Zertifikat als „Fach-Naturwissenschaftler für Medizinische Mikrobiologie und Infektionsepidemiologie (sogenannter „Medizinischer Fachmikrobiologe“)“ der Deutschen Gesellschaft für Hygiene und Mikrobiologie (DGHM) und des Berufsverbands der Ärzte für Mikrobiologie, Virologie und Infektionsepidemiologie (BÄMI) zu erwerben. Ein ähnliches Zertifikat erteilt die Gesellschaft für Virologie für einen sogenannten „Fachvirologen“. Diese Zertifikate berechtigen jedoch nicht zur Durchführung ärztlicher Tätigkeiten, zu denen der „direkte und indirekte Nachweis eines Krankheitserregers für die Feststellung einer Infektion oder übertragbaren Krankheit“ (gemäß § 24 IfSG) gehört. Damit besteht in Deutschland ein Arztvorbehalt für die gesamte labormedizinische Infektionsdiagnostik sowie für die daraus sich ergebenden gesetzlichen Melde- bzw. Übermittlungspflichten bei Infektionskrankheiten. Die Zertifikate berechtigen nicht zur selbständigen Befundung oder ärztlichen Beratung im Rahmen der Labordiagnostik, in diesem Bereich tätige Fachmikrobiologen oder Fachvirologen sind durch keine sonst üblicherweise bestehende ärztliche Berufshaftpflichtversicherung vor Haftungsansprüchen bei fehlerhafter Tätigkeit abgesichert.

## Medizinisch relevante Bakterien
In der folgenden Übersicht werden die medizinisch relevanten Bakterien in einer pragmatischen Einteilung dargestellt. Diese Einteilung entspricht nicht der zurzeit gültigen Taxonomie auf phylogenetischer Grundlage.

### Bakterien ohne feste Zellwand
- Mycoplasmatales
  - Mycoplasmataceae
    - Mycoplasma
    - Ureaplasma

  - Acholeplasmataceae
    - Acholeplasma

### Bakterien mit dünner Zellwand (meistgramnegativ)
- Spirochaetales – Spirochäten
  - Spirochaetaceae
    - Borrelia
    - Treponema
    - Cristispira
    - Spirochaeta
    - Brachyspira

  - Leptospiraceae
    - Leptospira
    - Leptonema
- Gekrümmte und wendelförmige Bakterien
  - Aquaspirillum
  - Bdellovibrio
  - Campylobacter
  - Spirillum
- Aerobe Stäbchen und Kokken
  - Pseudomonadaceae
    - Pseudomonas
    - Xanthomonas

  - Legionellaceae
    - Legionella

  - Neisseriaceae
    - Acinetobacter
    - Branhanella
    - Kingella
    - Moraxella
    - Neisseria

  - N.N.
    - Bordetella

  - N.N.
    - Brucella

  - Flavobacteriaceae
    - Flavobacterium

  - N.N.
    - Francisella
- Fakultativ anaerobe Stäbchen
  - Enterobakterien (Enterobacterales)
    - Citrobacter
    - Edwardsiella
    - Enterobacter
    - Erwinia
    - Escherichia
    - Hafnia
    - Klebsiella
    - Morganella
    - Proteus
    - Providencia
    - Salmonella
    - Serratia
    - Shigella
    - Yersinia

  - Vibrionaceae
    - Aeromonas
    - Photobacterium
    - Plesiomonas
    - Vibrio

  - Pasteurellaceae
    - Actinobacillus
    - Haemophilus
    - Pasteurella

  - N.N.
    - Calymmatobacterium

  - N.N.
    - Cardiobacterium

  - N.N.
    - Chromobacterium

  - N.N.
    - Eikenella

  - N.N.
    - Gardnerella

  - N.N.
    - Streptobacillus

  - N.N.
    - Zymomonas, beispielsweise Zymomonas mobilis
- Anaerobe Stäbchen
  - Bacteroidaceae
    - Bacteroides
    - Fusobacterium
    - Leptotrichia
- Anaerobe Kokken
  - Veillonellaceae
    - Veillonella

  - Peptococcaceae
    - Peptococcus
    - Peptostreptococcus
- Rickettsiales
  - Rickettsiaceae
    - Coxiella
    - Rickettsia
    - Rochalimeae

  - Bartonellaceae
    - Bartonella
      - Bartonella baciliformis
      - Bartonella quintana
      - Bartonella schoenbuchensis
- Chlamydiales
  - Chlamydiaceae
    - Chlamydia

### Bakterien mit mehrlagiger Mureinschicht (Firmicutes, meist grampositiv)
- Aerobe und fakultativ anaerobe Kokken

- - „Staphylococcaceae“
    - Staphylococcus
    - Gemella
    - Macrococcus

  - Streptococcaceae
    - Streptococcus
    - Lactococcus

  - „Enterococcaceae“
    - Enterococcus
- Endosporenbildende Stäbchen und Kokken
  - Bacillaceae
    - Bacillus
    - Clostridium
- Aerobe Stäbchenbakterien
  - Milchsäurebakterien – Lactobacillaceae
    - Lactobacillus

  - N.N.
    - Listeria

  - N.N.
    - Erysipelothrix
- Unregelmäßig geformte Stäbchen
  -     - Corynebacterium
    - Eubacterium
    - Propionibacterium
- Bakterien mit Neigung zu Verzweigungen beziehungsweise Fadenbildung (Actinomycetales)
  - Actinomycetaceae
    - Actinomyces
    - Arachnia
    - Bacterionema
    - Bifidobacterium

  - Micrococcaceae
    - Micrococcus
    - Kocuria
    - Nesterenkonia
    - Arthrobacter
    - Rothia

  - Dermatophilaceae
    - Dermatophilus
    - Kytococcus

  - Mycobacteriaceae
    - Mycobacterium

  - Nocardiaceae
    - Nocardia
    - Pseudonocardia

  - Streptomycetaceae
    - Streptomyces